# Hippolytia darvasica
Hippolytia darvasica là một loài thực vật có hoa trong họ Cúc. Loài này được (C.Winkl.) Poljak. mô tả khoa học đầu tiên năm 1957.